# No Wow
No Wow é o segundo álbum de estúdio pela banda de indie rock, The Kills. Ele foi lançado em 21 de Fevereiro de 2005, pela Domino Records. No Wow é denominado com influências em blues e post-punk.
"Love Is a Deserter" e "The Good Ones" foram singles deste álbum.

## Faixas
| N.º | Título                           | Duração |  |
| 1.  | "No Wow/Telephone Radio Germany" | 4:47    |  |
| 2.  | "Love Is a Deserter"             | 3:48    |  |
| 3.  | "Dead Road 7"                    | 3:23    |  |
| 4.  | "The Good Ones"                  | 3:29    |  |
| 5.  | "I Hate the Way You Love"        | 3:37    |  |
| 6.  | "I Hate the Way You Love, Pt. 2" | 1:46    |  |
| 7.  | "At the Back of the Shell"       | 2:27    |  |
| 8.  | "Sweet Cloud"                    | 5:06    |  |
| 9.  | "Rodeo Town"                     | 4:24    |  |
| 10. | "Murdermile"                     | 4:25    |  |
| 11. | "Ticket Man"                     | 2:49    |  |